# سیارک ۱۱۳۷۸
سیارک ۱۱۳۷۸ (به انگلیسی: 11378 Dauria، نامگذاری:1998SV60) یازده هزار و سیصد و هفتاد و هشتمین سیارک کشف شده‌است که در ۱۷ سپتامبر ۱۹۹۸ کشف شد.
قدر مطلق سیارک برابر ۱۵٫۰۰ است.